# Wohnsiedlung Römerhof (Brühl)
Die Wohnsiedlung Römerhof liegt im Westen der Brühler Innenstadt. Das Bauprojekt der Stadt entstand 1927 und bildete mit den Arkadenhäusern aus Backstein an der ihr östlich vorgelagerten Römerstraße, ein sich auch in seiner Architektur vom bisherigen Baustil des Historismus abhebendes, neues Wohnviertel der Stadt.

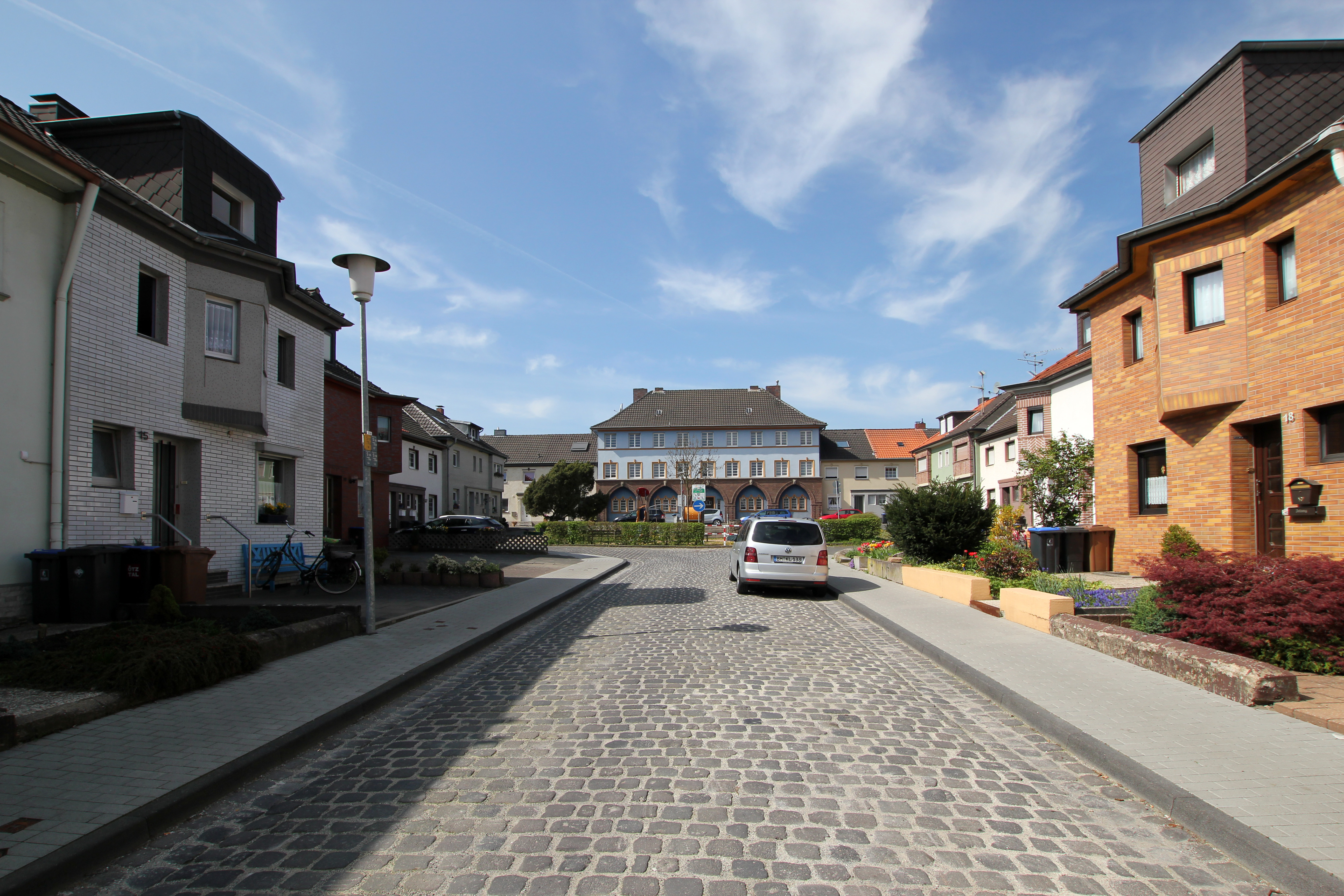
Wohnsiedlung Römerhof von 1927 an der Römerstraße

## Entstehung

### Vorgeschichte
Die allgemein nach dem Ersten Weltkrieg eingetretenen schlechten wirtschaftlichen Verhältnisse in Deutschland hatten auch Brühl in vielen Bereichen erfasst. Dies zeigte sich besonders in einer hohen Anzahl Erwerbsloser und dem Wohnungsmangel der anwachsenden Bevölkerung. Die Lebensverhältnisse besserten sich auch in Brühl erst mit der Währungsreform von 1923 bis 1925. Mit der Umstellung von der „Mark“ auf die Rentenmark, der späteren Reichsmark, konnte die immense Inflation beendet werden, sodass auch die Kommunen wieder Planungssicherheit erhielten und so in die Lage versetzt wurden, durch geeignete Maßnahmen eine Verbesserung herbeizuführen.
In der zweiten Hälfte der 1920er Jahre, die Vereinigten Staaten unterstützten Deutschland 1924 mit einer Anleihe, änderten sich offenbar auch die finanziellen Möglichkeiten der Kommunen. Auch die Stadt Brühl war nun in der Lage, durch finanzielle Anreize der wirtschaftliche Stagnation gegenzusteuern und einen Aufschwung herbeizuführen. Sie forcierte den Straßen- und Wohnungsbau, bemühte sich um Investoren der Industrie und erhob die niedrigsten Steuern in der Region. Neben dem Angebot zinsgünstiger Hypotheken für den Bau von Eigenheimen, sorgten die in ihren Erstellungskosten um 12 Prozent niedriger liegenden Häuser der Brühler Baugesellschaft für günstige Mieten.

### Siedlungsbau Römerhof
Nach der 1926 entstandenen Siedlung „Rosenhof“ wurde im Jahr 1927 der Bau des Karrees der Wohnsiedlung „Römerhof“ am westlichen Rand der Stadt durchgeführt. Die Anlage entstand im Stil des zu dieser Zeit von vielen namhaften Architekten bevorzugten Backsteinexpressionismus, den in Brühl auch der Architekt Josef Baedorf umsetzte.
Die durch Baedorf in seiner Planung realisierte Variante expressionistischer Architektur unter der dominierenden Verwendung von Ziegeln oder Klinkern, zeigt sich in der Gestaltung  der Gesamtanlage in vielen, auflockernden Variationen.

## Beschreibung

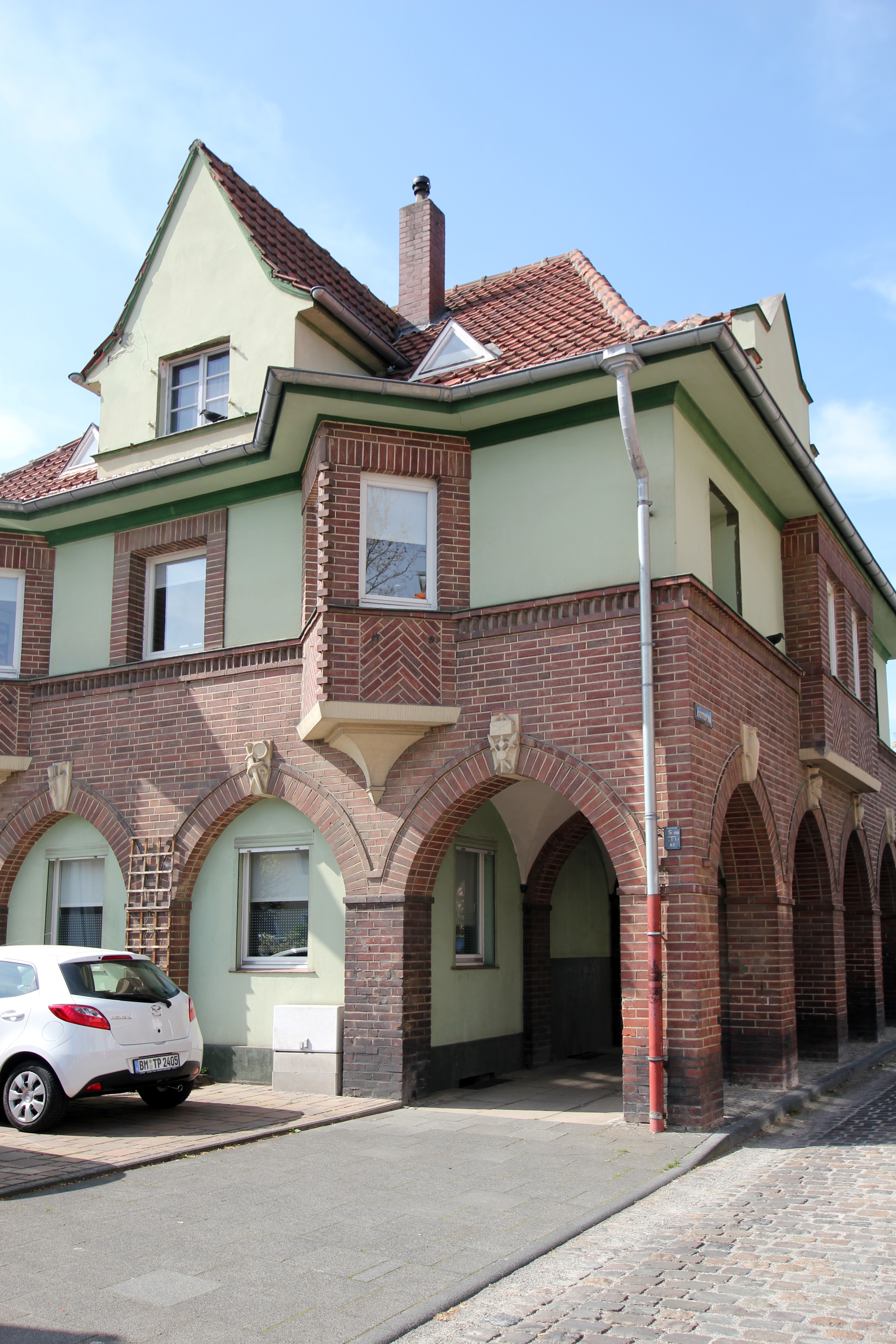
Römerstraße 143
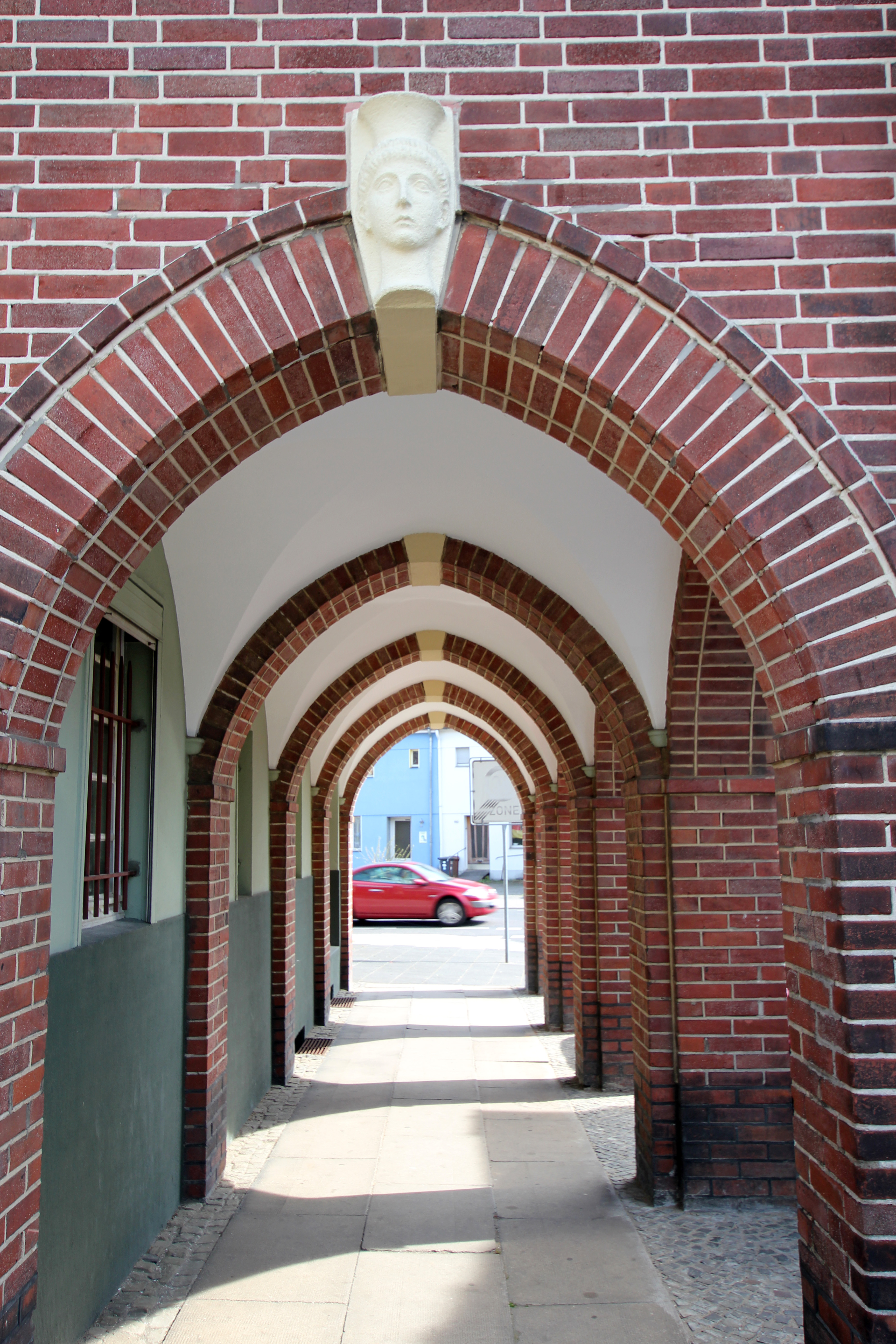
Arkadengestaltung
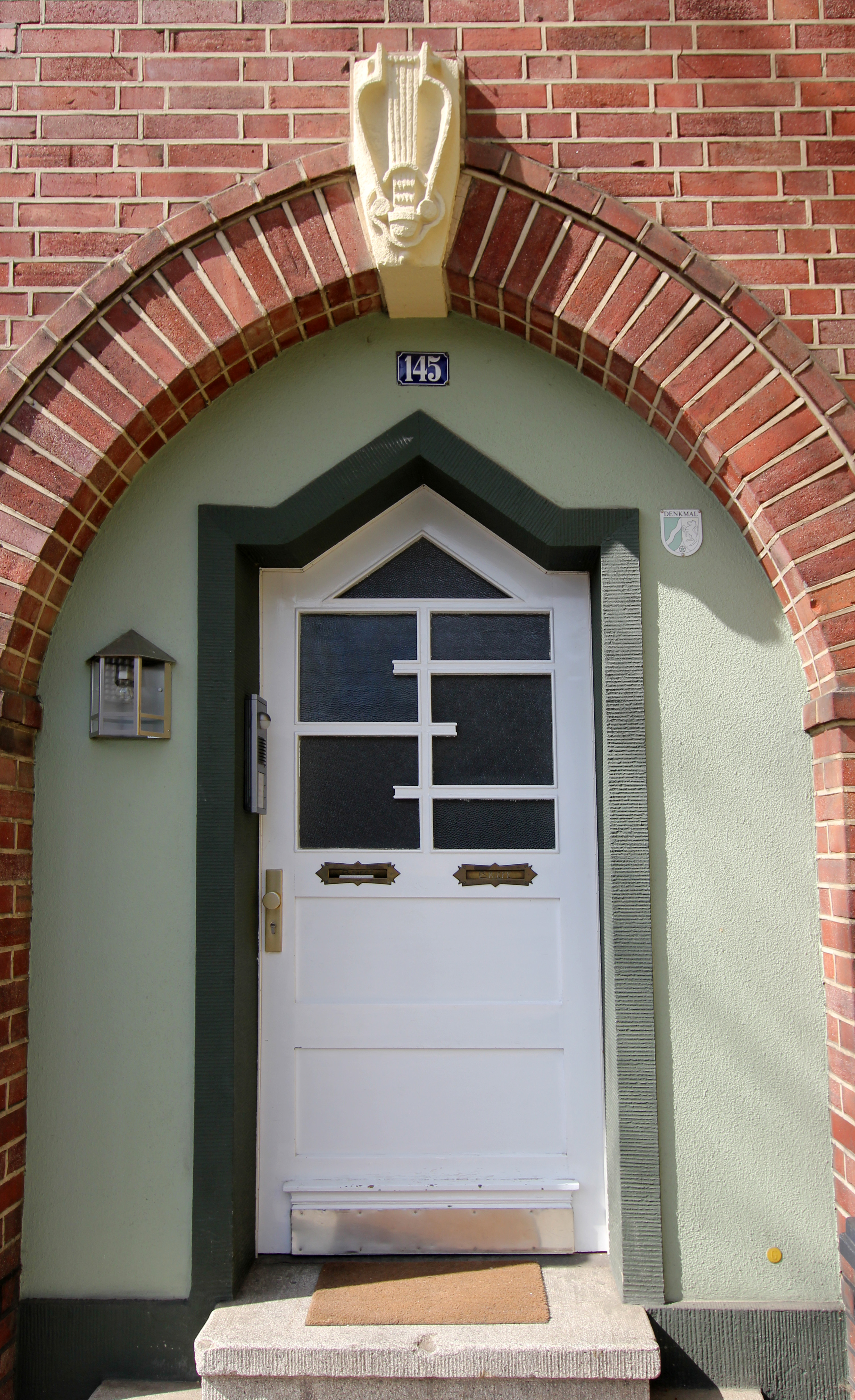
Arkadeneingang
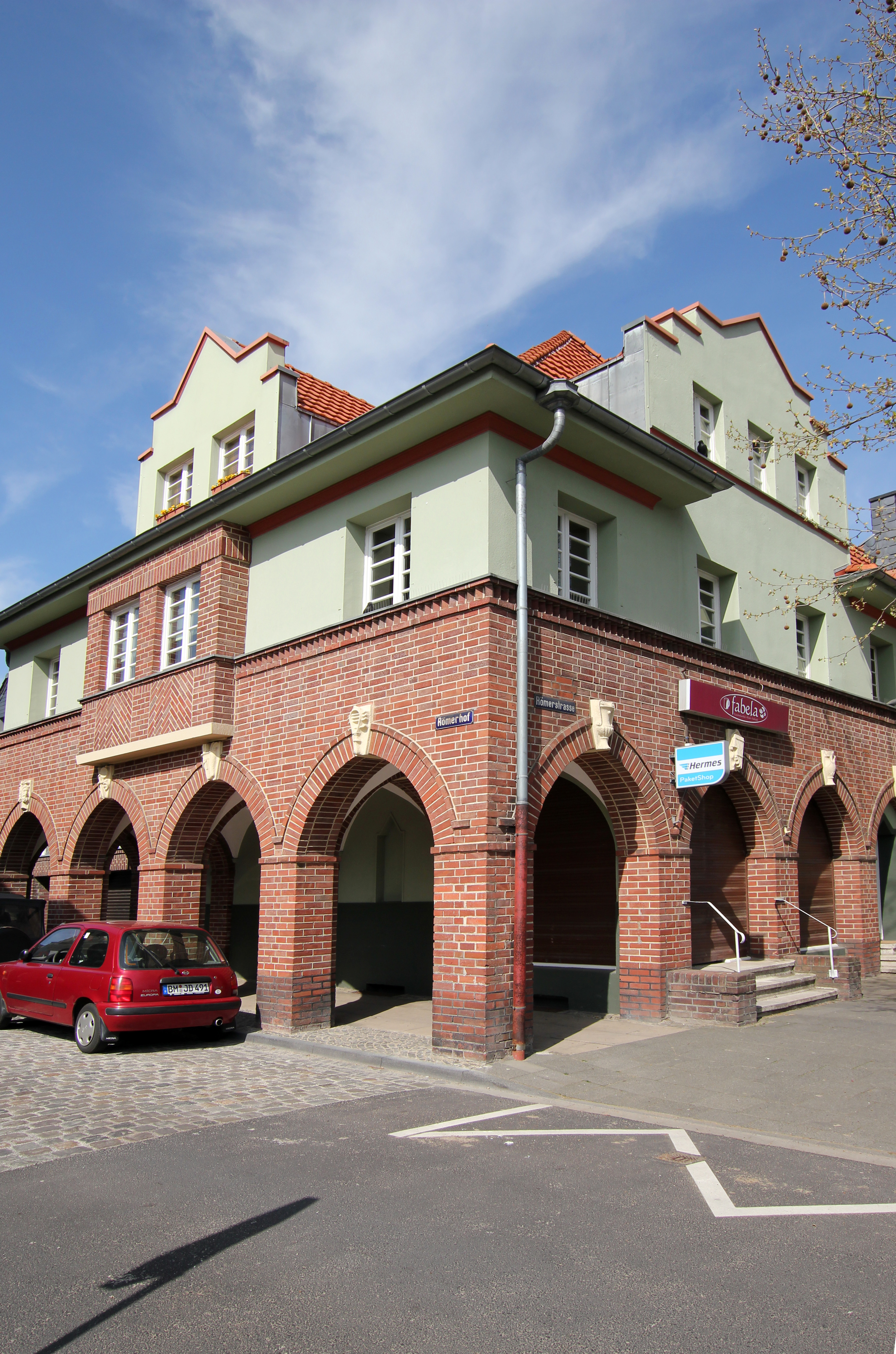
Römerstraße 145

Die denkmalgeschützten Eckhäuser der Römerstraße 143 und 145 stehen an der ableitenden Zufahrtsstraße Römerhof. Sie sind dreigeschossig und an Front und Seite mit spitzbogigen Klinkerarkaden ausgestattet, deren Bögen als Schlusssteine in römischem Stil geformte Reliefs aus Sandstein zieren. Über dem Erdgeschoss schließt die massive Backsteinausführung mit einem in gleichem Stein gearbeiteten Fries ab. Die dann folgenden, im Original farbig verputzten Obergeschosse, haben zum Römerhof hin flach gehaltene, auf Sandsteinkonsolen ruhende Klinkererker, zur Römerstraße sind die Erker spitzwinklig und erlauben die Sicht durch die Fenster nach zwei Seiten. Die Obergeschosse enden unter einem umlaufenden Gesims, über dem sich im Dachgeschoss der beiden Häuser ausgebaute Mansarden befinden, deren mit mehreren Fenstern bestückte Fronten in Treppengiebeln enden.
Die sich anschließende Bebauung der Anlage Römerhof ist T-förmig angeordnet worden. Die nach Westen ausgerichtete schmale Straße führt zu einer parallel der Römerstraße verlaufenden, kurzen Kopfstraße. Die Bebauung erfolgte in geschlossener Weise und besteht überwiegend aus zweigeschossigen Einfamilienhäusern, die teilweise über ausgebaute Mansarden verfügen. Lediglich das ebenfalls zum Denkmal erhobene Mehrfamilienhaus der Kopfstraße, Römerhof 38, ist wie die zuvor beschriebenen Eckhäuser, mit Arkaden erbaut worden und überragt seine Nebengebäude um eine Geschosshöhe. Im vorderen Straßenzug sind eine Anzahl der Gebäude noch mit den ursprünglichen Applikationen der Fassadengestaltung des Architekten Baedorf erhalten. So sind Erker, Tür- und Fenstereinfassungen in Klinker erhalten oder wiederhergestellt worden. 
Die Idee der damaligen städtebaulichen Planung, ein Miteinander unterschiedlicher sozialer Schichten zu verwirklichen, wurde durch das Projekt Römerhof, das eine Mischung aus Mietern und Eigentümern auf einem begrenzten Areal ansiedelte, zu einem bis heute andauernden Erfolg. Die Hausfassaden wurden, wie auch bei den meisten anderen Siedlungen vergleichbarer Art, im Laufe der Zeit durch neue Verkleidungen, Fenster, Türen und Dächer ständig weiter verändert, so dass die Siedlung bis auf wenige Häuser heute nicht mehr dem ursprünglichen Zustand entspricht.